# Golfo dell'Avača
Il golfo dell'Avača (in russo Авачинский залив?, Avačinskij zaliv) è un'insenatura della costa sud-orientale pacifica della penisola della Kamčatka. Si trova nell'Elizovskij rajon del Territorio della Kamčatka, nell'Estremo oriente russo. Il golfo è stato scoperto e descritto nell'estate del 1729 durante la prima spedizione in Kamčatka sotto il comando di Vitus Bering.

## Geografia
Il golfo dell'Avača è delimitato a nord-est dalla penisola Šipunskij (полуостров Шипунский), che lo separa dal golfo Kronockij, ed è compreso tra capo Šipunskij (мыс Шипунский) e capo Povorotnyj (мыс Поворотный) a sud-ovest,
Le coste del golfo sono frastagliate e comprendono altre baie e insenature, tra cui (da nord a sud): la baia Bečevinskaja (бухта Бечевинская) che si trova nella penisola Šipunskij; la baia dell'Avača dov'è situata la città di Petropavlovsk-Kamčatskij; la Sarannaja (бухта Саранная), e la Viljučinskaja (бухта Вилючинская). Nel golfo sfociano vari corsi d'acqua, tra cui il fiume Nalyčeva (река Налычева); i fiumi Avača (Авача) e Paratunka (Паратунка) si immettono nella baia dell'Avača.

### Isole
Ci sono due isole nel golfo dell'Avača: 
- Isola di Krašeninnikov (остров Крашенинникова), vicino alla costa settentrionale (53°13′06″N 159°32′39″E), porta il nome del geografo, naturalista Stepan Petrovič Krašeninnikov.
- Isola Staričkov (остров Старичков), situata tra la baia dell'Avača e la baia Sarannaja (52°46′39″N 158°37′06″E). Nota per le sue colonie di uccelli[4], è un'area protetta e fa parte del Parco naturale Nalyčevo (Природного парка «Налычево»)[5][6].

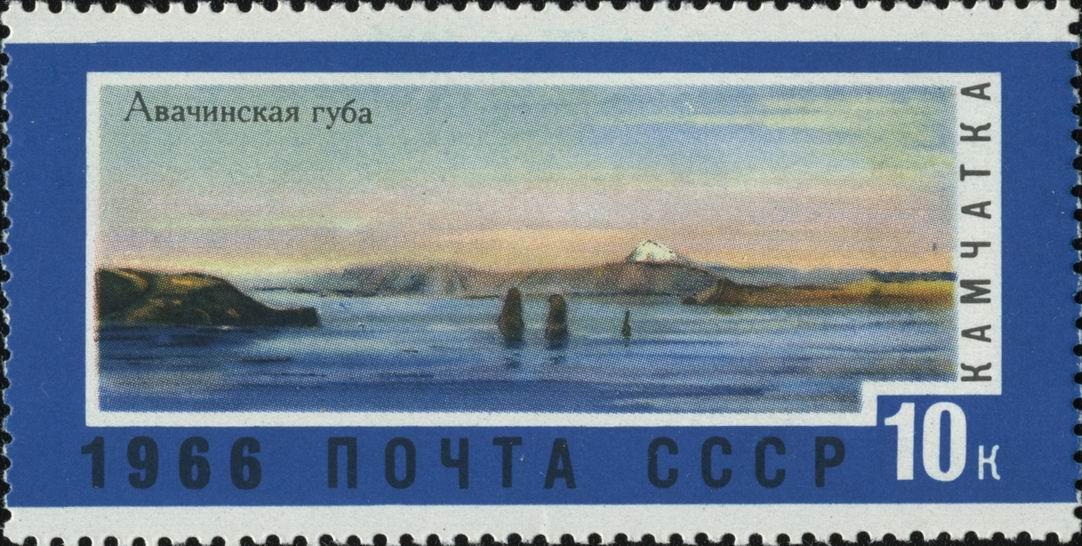
Riproduzione della baia dell'Avača su di un francobollo dell'URSS